# Chris Kaper
Chris Kaper (Westzaan, 2 december 1976) is een voormalig korfballer en korfbalcoach. Hij speelde zijn korfbalcarrière bij Koog Zaandijk en KV Groen Geel maar werd met KZ Korfbal League kampioen. Daarnaast is Kaper ook 2 seizoenen hoofdcoach geweest van KZ.
Kaper was als speler aanvoerder van zijn team en werkte daarnaast ook voor o.a. de Richard Krajicek Foundation.

## Speler
Kaper begon met korfbal bij Koog Zaandijk. Echter stapte hij heel kort over naar KV Groen Geel dat op een hoger niveau speelde.
Het uitstapje naar Groen Geel had zowel voordelen als nadelen. Zo werd hij in 1999, toen hij bij Groen Geel speelde, toegevoegd aan het Nederlands team, maar raakte hij wel de motivatie voor de sport wat kwijt.
In 2000  keerde Kaper terug  bij Koog Zaandijk. Hij maakte als aanvoerder vele hoogtepunten mee. Zo promoveerde hij met KZ in 2006 naar het hoogste toneel, de Korfbal League. Door deze promotie kwamen andere topkorfballers naar de club (of terug bij de club), zoals Tim Bakker, Rick Voorneveld en Erik de Vries.
Koog Zaandijk beleefde een lastig debuut in de Korfbal League. In het eerste seizoen werd het 9e en werd er nipt gewonnen in de play-downs. KZ mocht aanblijven in de league en hoe. In seizoen 2007-2008 werd KZ 1e in de competitie en won het de korfbal league finale met 18-16 van DOS'46.
Koog Zaandijk had iets gedaan wat nog niet eerder was voorgekomen in de korfbalwereld; 1 jaar na bijna degradatie werd het landskampioen.
In seizoen 2008-2009 stond KZ weer in de finale en wederom tegen DOS'46. Echter was er nu wraak voor DOS'46, want de ploeg uit Nijeveen won met 26-23. KZ werd zodoende 2e van Nederland.
In seizoen 2009-2010 stond KZ voor het derde jaar op rij in de korfbal league finale. Dit maal was Dalto de andere finalist. KZ won met 22-20 en Kaper leek afscheid te nemen met een zaaltitel.
Kaper stopte in 2010, maar maakte vervolgens een rentree aan het begin van 2011. Hij speelde in dit seizoen nog 7 wedstrijden en zorgde er voor dat KZ 1e werd in de competitie. In de play-offs ging het echter mis voor KZ, want het verloor van PKC in 3 wedstrijden. KZ moest genoegen nemen met de kleine finale en werd uiteindelijk 3e van Nederland.

## Erelijst
- Korfbal League kampioen, 2x (2008 en 2010)
- Europacup kampioen, 2x (2009 en 2011)

## Statistieken
| Naam        | KL seizoenen | Wedstrijden | Goals | Gemiddeld | Strafworpen |
| ----------- | ------------ | ----------- | ----- | --------- | ----------- |
| Chris Kaper | 5            | 85          | 273   | 3,2       | 13          |

## Oranje
In 1999 verdiende Kaper een plek in de selectie van het Nederlands korfbalteam. Echter kwam hij niet tot het spelen van officiële interlands.

## Coach
Na zijn carrière als speler is Kaper gaan coachen. Eerst nam hij Koog Zaandijk 2 onder zijn hoede, maar in 2014 werd Kaper hoofdcoach van KZ1.
In seizoen 2014-2015 werd KZ 4e in de competitie en werd het uiteindelijk derde van Nederland door in de kleine finale te winnen van AKC Blauw-Wit met 26-25.
In seizoen 2015-2016 was het tweede seizoen voor Kaper als hoofdcoach. Hij maakte het seizoen echter niet af. In februari 2016 stapte hij namelijk op, wel in goed overleg met de club. Wim Bakker nam het van hem over.